# Chipinge
Chipinge est une ville du Zimbabwe située dans la province du Manicaland. Sa population est estimée à 19 879 habitants en 2007.

## Source
- (en) Cet article est partiellement ou en totalité issu de l’article de Wikipédia en anglais intitulé « Chipinge » (voir la liste des auteurs).